# Paul von Woringen
Paul von Woringen (* 27. August 1859 in Rotterdam; † 28. August 1928 Poortugaal (Provinz Zuid-Holland)) war ein Filmregisseur, -produzent und Drehbuchautor des frühen deutschen Films.

## Leben
Als zweites von acht Kindern deutscher Eltern wurde Ernst Wilhelm Paul von Woringen in Rotterdam geboren. Er begann seine Karriere als künstlerischer Leiter bei der deutschen Filmgesellschaft DMB Deutsche Mutoskop- und Biograph GmbH, einem Ableger der American Mutoscope and Biograph Company. Im Januar 1911 wurde er Generaldirektor der Gesellschaft. Er trieb die Produktion von Spielfilmen, hauptsächlich Komödien und Filmdramen, voran und sicherte damit den Bestand des Unternehmens in einer Zeit des sich rapide entwickelnden Publikumsgeschmacks hin zu Filmen mit fiktiver Handlung. Von Woringen stand ab 1913 auch als Regisseur eigener Filme hinter der Kamera. Sein Regiedebüt ist wohl Die Landstraße (1913) nach einem Originaldrehbuch von Paul Lindau und mit Carl Goetz in der Hauptrolle eines zu Unrecht des Mordes bezichtigten Landstreichers. Ab 1915 drehte von Woringen mehrere Filme mit und nach Drehbüchern von Lotte Neumann. Um selbst die Rechte an den Filmen seines Stars zu bekommen, gründete er die Lotte Neumann Film-Gesellschaft m.b.H. (1917–1919). Zweck des Unternehmens war laut Handelsregistereintrag „die Herstellung, der Handel, der Vertrieb und die sonstige Verwertung von Spezialfilms mit Fräulein Lotte Neumann als Hauptdarstellerin“.
Mit schwindendem Erfolg gab er seinen Posten bei der DMB 1921 auf. Danach brachte er einige der von ihm produzierten Lotte Neumann-Filme in teilweise überarbeiteten Fassungen noch einmal in die Kinos.
Nur wenige Filme Paul von Woringens sind noch erhalten, darunter die Kriminalfilme Die Landstraße und der 1915 entstandene Der rote Faden.

## Filmografie
| - 1912: Theodor Körner - 1913: Aus Deutschlands Ruhmestagen 1870/71 - 1913: Die Landstraße - 1914: Des Lebens Possenspiel - 1914: Die Finsternis und ihr Eigentum - 1915: Sonne und Schatten - 1915: Schloss Tamare - 1915: Der rote Faden - 1915: Der eiserne Ring - 1915: § 14 BGB - 1916: Die Andere - 1916: Ullas Weg - 1916: Der Mann, den das Schicksal sandte - 1916: Eine Notheirat - 1916: Du sollst nicht richten - 1916: Nacht und Morgen - 1916: Artur Imhoff - 1916: Mirko Pasqua - 1916: Menschen, die den Weg verloren - 1917: Die Richterin - 1917: Der Mut zum Glück - 1917: Die Jugend. Die Furcht vor der Wahrheit - 1917: Der Geigenspieler - 1918: Die Töchter des Herrn von Dornberg - 1918: Das Spiel mit dem Feuer - 1918: Die Ehe der Charlotte von Brakel | - 1918: Die Buchhalterin - 1918: Schweigen im Walde (1. Ein Erbfolgestreit/2. Eine außergerichtliche Einigung) - 1918: Hinter verschlossenen Türen - 1918: Das Hexlein von Groß-Tornau - 1918: Der Gezeichnete. Der Lautenspieler - 1919: Schatten der Vergangenheit - 1919: Das Narrenschloß - 1919: Hotel Medusa - 1919: Pro domo, das Geheimnis einer Nacht - 1919: Herzensopfer - 1919: Die Lüge der Pia Mahren - 1919: Das Rätsel der Unbekannten - 1919: Die einsame Frau - 1919: Wenn Freunde zu Rivalen werden - 1919: Wem nie von Liebe Leid geschah - 1919: Bergblumen - 1919: Eine tolle Kiste - 1919: Dem Glück entgegen - 1920: Wie das Schicksal spielt - 1920: Sybill Morgan - 1920: Die Siegerin - 1920: Die Notheirat - 1920: In nächtlicher Stunde - 1920: Büßer der Leidenschaft - 1920: Ihr Recht - 1924: Im Schatten der Anderen |